# Kvalifikace na Mistrovství světa ve fotbale 2006 (CONMEBOL)

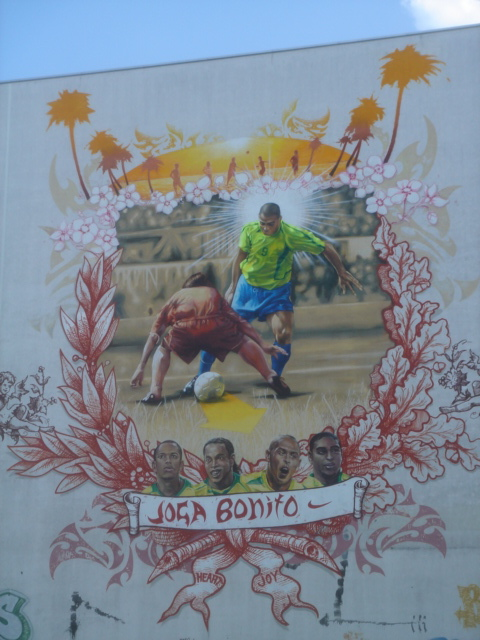
Kvalifikace na Mistrovství světa ve fotbale 2006 (CONMEBOL)

Kvalifikace na Mistrovství světa ve fotbale 2006 zóny CONMEBOL určila 4 účastníky finálového turnaje a jednoho účastníka mezikontinentální baráže s vítězem zóny OFC.
Všech deset týmů se v jedné skupině utkalo dvoukolově každý s každým. Nejlepší čtyři celky se kvalifikovaly na mistrovství světa, zatímco pátý tým se utkal s vítězem zóny OFC v mezikontinentální baráži.

## Tabulka
| Tým       | Z  | V  | R | P  | GV | GI | +/- | B  |
| --------- | -- | -- | - | -- | -- | -- | --- | -- |
| Brazílie  | 18 | 9  | 7 | 2  | 35 | 17 | +18 | 34 |
| Argentina | 18 | 10 | 4 | 4  | 29 | 17 | +12 | 34 |
| Ekvádor   | 18 | 8  | 4 | 6  | 23 | 19 | +4  | 28 |
| Paraguay  | 18 | 8  | 4 | 6  | 23 | 23 | 0   | 28 |
| Uruguay   | 18 | 6  | 7 | 5  | 23 | 28 | -5  | 25 |
| Kolumbie  | 18 | 6  | 6 | 6  | 24 | 16 | +8  | 24 |
| Chile     | 18 | 5  | 7 | 6  | 18 | 22 | -4  | 22 |
| Venezuela | 18 | 5  | 3 | 10 | 20 | 28 | -8  | 18 |
| Peru      | 18 | 4  | 6 | 8  | 20 | 28 | -8  | 18 |
| Bolívie   | 18 | 4  | 2 | 12 | 20 | 37 | -17 | 14 |

- Brazílie postoupila na Mistrovství světa ve fotbale 2006.
- Argentina postoupila na Mistrovství světa ve fotbale 2006.
- Ekvádor postoupil na Mistrovství světa ve fotbale 2006.
- Paraguay postoupila na Mistrovství světa ve fotbale 2006.
- Uruguay si zahrála baráž s vítězem zóny OFC (Oceánie).

## Zápasy

### Kolo 1
| 6. září 2003 16:00 |        |                         |                                                                                     |
| Argentina          | 2 – 2  | Chile                   | River Plate Stadium, Buenos Aires diváci: 35 372 rozhodčí: Ubaldo Aquino (Paraguay) |
| Kily 32' Aimar 36' | Report | Mirosević 60' Navia 77' | River Plate Stadium, Buenos Aires diváci: 35 372 rozhodčí: Ubaldo Aquino (Paraguay) |

| 6. září 2003 16:00      |        |           |                                                                                 |
| Ekvádor                 | 2 – 0  | Venezuela | Estadio Olímpico Atahualpa, Quito diváci: 14 997 rozhodčí: Rubén Selman (Chile) |
| Espinoza 5' Tenorio 72' | Report |           | Estadio Olímpico Atahualpa, Quito diváci: 14 997 rozhodčí: Rubén Selman (Chile) |

| 6. září 2003 20:20                         |        |             |                                                                             |
| Peru                                       | 4 – 1  | Paraguay    | Estadio Nacional, Lima diváci: 42 557 rozhodčí: Héctor Baldassi (Argentina) |
| Solano 34' Mendoza 42' Soto 83' Farfán 90' | Report | Gamarra 24' | Estadio Nacional, Lima diváci: 42 557 rozhodčí: Héctor Baldassi (Argentina) |

| 7. září 2003 16:00                                  |        |         |                                                                                 |
| Uruguay                                             | 5 – 0  | Bolívie | Estadio Centenario, Montevideo diváci: 39 253 rozhodčí: Gilberto Hidalgo (Peru) |
| Forlán 17' Chevantón 40', 61' Abeijón 83' Bueno 88' | Report |         | Estadio Centenario, Montevideo diváci: 39 253 rozhodčí: Gilberto Hidalgo (Peru) |

| 7. září 2003 16:15 |        |                      |                                                                                           |
| Kolumbie           | 1 – 2  | Brazílie             | Estadio Metropolitano, Barranquilla diváci: 55 000 rozhodčí: Horacio Elizondo (Argentina) |
| Ángel 38'          | Report | Ronaldo 22' Kaká 61' | Estadio Metropolitano, Barranquilla diváci: 55 000 rozhodčí: Horacio Elizondo (Argentina) |

### Kolo 2
| 9. září 2003 19:00 |        |                                 |                                                                             |
| Venezuela          | 0 – 3  | Argentina                       | Estadio Olímpico, Caracas diváci: 24 783 rozhodčí: Martín Vázquez (Uruguay) |
|                    | Report | Aimar 7' Crespo 25' Delgado 32' | Estadio Olímpico, Caracas diváci: 24 783 rozhodčí: Martín Vázquez (Uruguay) |

| 9. září 2003 21:10         |        |             |                                                                                                  |
| Chile                      | 2 – 1  | Peru        | Estadio Nacional de Chile, Santiago de Chile diváci: 54 303 rozhodčí: Daniel Giménez (Argentina) |
| Pinilla 35' Norambuena 70' | Report | Mendoza 57' | Estadio Nacional de Chile, Santiago de Chile diváci: 54 303 rozhodčí: Daniel Giménez (Argentina) |

| 10. září 2003 16:00                        |        |          |                                                                                            |
| Bolívie                                    | 4 – 0  | Kolumbie | Estadio Hernando Siles, La Paz diváci: 23 200 rozhodčí: Paulo César de Oliveira (Brazílie) |
| Baldivieso 11' (pen.) Botero 27', 49', 59' | Report |          | Estadio Hernando Siles, La Paz diváci: 23 200 rozhodčí: Paulo César de Oliveira (Brazílie) |

| 10. září 2003 19:00               |        |               |                                                                                       |
| Paraguay                          | 4 – 1  | Uruguay       | Estadio Defensores del Chaco, Asunción diváci: 15 000 rozhodčí: Óscar Ruiz (Kolumbie) |
| Cardozo 26', 58', 72' Paredes 53' | Report | Chevantón 24' | Estadio Defensores del Chaco, Asunción diváci: 15 000 rozhodčí: Óscar Ruiz (Kolumbie) |

| 10. září 2003 20:45 |        |         |                                                                      |
| Brazílie            | 1 – 0  | Ekvádor | Vivaldão, Manaus diváci: 36 601 rozhodčí: Luis Solórzano (Venezuela) |
| Ronaldinho 13'      | Report |         | Vivaldão, Manaus diváci: 36 601 rozhodčí: Luis Solórzano (Venezuela) |

### Kolo 3
| 15. listopadu 2003 15:00 |        |              |                                                                                    |
| Uruguay                  | 2 – 1  | Chile        | Estadio Centenario, Montevideo diváci: 60 000 rozhodčí: Claudio Martín (Argentina) |
| Chevantón 31' Romero 49' | Report | Meléndez 21' | Estadio Centenario, Montevideo diváci: 60 000 rozhodčí: Claudio Martín (Argentina) |

| 15. listopadu 2003 16:00 |        |           |                                                                                     |
| Kolumbie                 | 0 – 1  | Venezuela | Estadio Metropolitano, Barranquilla diváci: 20 000 rozhodčí: Carlos Chandía (Chile) |
|                          | Report | Arango 9' | Estadio Metropolitano, Barranquilla diváci: 20 000 rozhodčí: Carlos Chandía (Chile) |

| 15. listopadu 2003 19:20   |        |            |                                                                                                |
| Paraguay                   | 2 – 1  | Ekvádor    | Estadio Defensores del Chaco, Asunción diváci: 12 000 rozhodčí: Juan Carlos Paniagua (Bolívie) |
| Santa Cruz 29' Cardozo 75' | Report | Méndez 58' | Estadio Defensores del Chaco, Asunción diváci: 12 000 rozhodčí: Juan Carlos Paniagua (Bolívie) |

| 15. listopadu 2003 21:30              |        |         |                                                                                    |
| Argentina                             | 3 – 0  | Bolívie | River Plate Stadium, Buenos Aires diváci: 30 042 rozhodčí: Gilberto Hidalgo (Peru) |
| D'Alessandro 56' Crespo 61' Aimar 63' | Report |         | River Plate Stadium, Buenos Aires diváci: 30 042 rozhodčí: Gilberto Hidalgo (Peru) |

| 16. listopadu 2003 16:00 |        |             |                                                                             |
| Peru                     | 1 – 1  | Brazílie    | Estadio Monumental "U", Lima diváci: 70 000 rozhodčí: Óscar Ruiz (Kolumbie) |
| Solano 50'               | Report | Rivaldo 20' | Estadio Monumental "U", Lima diváci: 70 000 rozhodčí: Óscar Ruiz (Kolumbie) |

### Kolo 4
| 18. listopadu 2003 19:00 |        |            |                                                                                              |
| Venezuela                | 2 – 1  | Bolívie    | Estadio José Pachencho Romero, Maracaibo diváci: 30 000 rozhodčí: Mauricio Reinoso (Ekvádor) |
| Rey 90' Arango 90+2'     | Report | Botero 60' | Estadio José Pachencho Romero, Maracaibo diváci: 30 000 rozhodčí: Mauricio Reinoso (Ekvádor) |

| 18. listopadu 2003 22:05 |        |             |                                                                                                |
| Chile                    | 0 – 1  | Paraguay    | Estadio Nacional de Chile, Santiago de Chile diváci: 61 923 rozhodčí: Gustavo Méndez (Uruguay) |
|                          | Report | Paredes 30' | Estadio Nacional de Chile, Santiago de Chile diváci: 61 923 rozhodčí: Gustavo Méndez (Uruguay) |

| 19. listopadu 2003 17:00 |        |      |                                                                                         |
| Ekvádor                  | 0 – 0  | Peru | Estadio Olímpico Atahualpa, Quito diváci: 34 361 rozhodčí: Epifanio González (Paraguay) |
|                          | Report |      | Estadio Olímpico Atahualpa, Quito diváci: 34 361 rozhodčí: Epifanio González (Paraguay) |

| 19. listopadu 2003 21:00 |        |            |                                                                                      |
| Kolumbie                 | 1 – 1  | Argentina  | Estadio Metropolitano, Barranquilla diváci: 35 034 rozhodčí: Carlos Simon (Brazílie) |
| Ángel 47'                | Report | Crespo 27' | Estadio Metropolitano, Barranquilla diváci: 35 034 rozhodčí: Carlos Simon (Brazílie) |

| 19. listopadu 2003 21:50  |        |                                          |                                                                           |
| Brazílie                  | 3 – 3  | Uruguay                                  | Pinheirão, Curitiba diváci: 28 000 rozhodčí: Horacio Elizondo (Argentina) |
| Kaká 20' Ronaldo 28', 87' | Report | Forlán 57', 76' Gilberto Silva 78' (vl.) | Pinheirão, Curitiba diváci: 28 000 rozhodčí: Horacio Elizondo (Argentina) |

### Kolo 5
| 30. března 2004 16:00 |        |                                |                                                                                    |
| Bolívie               | 0 – 2  | Chile                          | Estadio Hernando Siles, La Paz diváci: 40 000 rozhodčí: Claudio Martín (Argentina) |
|                       | Report | Villarroel 37' M. González 59' | Estadio Hernando Siles, La Paz diváci: 40 000 rozhodčí: Claudio Martín (Argentina) |

| 30. března 2004 20:30 |        |         |                                                                                     |
| Argentina             | 1 – 0  | Ekvádor | River Plate Stadium, Buenos Aires diváci: 55 000 rozhodčí: Martín Vázquez (Uruguay) |
| Crespo 60'            | Report |         | River Plate Stadium, Buenos Aires diváci: 55 000 rozhodčí: Martín Vázquez (Uruguay) |

| 31. března 2004 19:40 |        |                                         |                                                                               |
| Uruguay               | 0 – 3  | Venezuela                               | Estadio Centenario, Montevideo diváci: 40 094 rozhodčí: René Ortubé (Bolívie) |
|                       | Report | Urdaneta 19' H. González 67' Arango 77' | Estadio Centenario, Montevideo diváci: 40 094 rozhodčí: René Ortubé (Bolívie) |

| 31. března 2004 21:45 |        |                         |                                                                                      |
| Peru                  | 0 – 2  | Kolumbie                | Estadio Nacional, Lima diváci: 29 325 rozhodčí: Márcio Rezende de Freitas (Brazílie) |
|                       | Report | Grisales 30' Oviedo 42' | Estadio Nacional, Lima diváci: 29 325 rozhodčí: Márcio Rezende de Freitas (Brazílie) |

| 31. března 2004 21:45 |        |          |                                                                                       |
| Paraguay              | 0 – 0  | Brazílie | Estadio Defensores del Chaco, Asunción diváci: 40 000 rozhodčí: Óscar Ruiz (Kolumbie) |
|                       | Report |          | Estadio Defensores del Chaco, Asunción diváci: 40 000 rozhodčí: Óscar Ruiz (Kolumbie) |

### Kolo 6
| 1. června 2004 16:00    |        |             |                                                                                              |
| Bolívie                 | 2 – 1  | Paraguay    | Estadio Hernando Siles, La Paz diváci: 23 013 rozhodčí: Márcio Rezende de Freitas (Brazílie) |
| Cristaldo 8' Suárez 72' | Report | Cardozo 33' | Estadio Hernando Siles, La Paz diváci: 23 013 rozhodčí: Márcio Rezende de Freitas (Brazílie) |

| 1. června 2004 19:00 |        |             | |
| Venezuela            | 0 – 1  | Chile       | Estadio Polideportivo de Pueblo Nuevo, San Cristóbal diváci: 23 040 rozhodčí: Carlos Torres (Paraguay) |
|                      | Report | Pinilla 83' | Estadio Polideportivo de Pueblo Nuevo, San Cristóbal diváci: 23 040 rozhodčí: Carlos Torres (Paraguay) |

| 1. června 2004 21:40 |        |                                   |                                                                              |
| Uruguay              | 1 – 3  | Peru                              | Estadio Centenario, Montevideo diváci: 30 000 rozhodčí: Rubén Selman (Chile) |
| Forlán 72'           | Report | Solano 13' Pizarro 18' Farfán 61' | Estadio Centenario, Montevideo diváci: 30 000 rozhodčí: Rubén Selman (Chile) |

| 2. června 2004 16:00 |        |            |                                                                                        |
| Ekvádor              | 2 – 1  | Kolumbie   | Estadio Olímpico Atahualpa, Quito diváci: 31 484 rozhodčí: Héctor Baldassi (Argentina) |
| Delgado 3' Salas 66' | Report | Oviedo 57' | Estadio Olímpico Atahualpa, Quito diváci: 31 484 rozhodčí: Héctor Baldassi (Argentina) |

| 2. června 2004 21:45                         |        |           |                                                                         |
| Brazílie                                     | 3 – 1  | Argentina | Mineirão, Belo Horizonte diváci: 60 000 rozhodčí: Óscar Ruiz (Kolumbie) |
| Ronaldo 16' (pen.), 67' (pen.), 90+6' (pen.) | Report | Sorín 79' | Mineirão, Belo Horizonte diváci: 60 000 rozhodčí: Óscar Ruiz (Kolumbie) |

### Kolo 7
| 5. června 2004 16:00                       |        |                            |                                                                                      |
| Ekvádor                                    | 3 – 2  | Bolívie                    | Estadio Olímpico Atahualpa, Quito diváci: 30 020 rozhodčí: Gustavo Brand (Venezuela) |
| Soliz 27' (vl.) Delgado 32' de la Cruz 38' | Report | Gutiérrez 57' Castillo 74' | Estadio Olímpico Atahualpa, Quito diváci: 30 020 rozhodčí: Gustavo Brand (Venezuela) |

| 6. června 2004 15:00 |        |           |                                                                           |
| Peru                 | 0 – 0  | Venezuela | Estadio Nacional, Lima diváci: 40 000 rozhodčí: Jorge Larrionda (Uruguay) |
|                      | Report |           | Estadio Nacional, Lima diváci: 40 000 rozhodčí: Jorge Larrionda (Uruguay) |

| 6. června 2004 15:00 |        |          |                                                                                    |
| Argentina            | 0 – 0  | Paraguay | River Plate Stadium, Buenos Aires diváci: 37 000 rozhodčí: Carlos Simon (Brazílie) |
|                      | Report |          | River Plate Stadium, Buenos Aires diváci: 37 000 rozhodčí: Carlos Simon (Brazílie) |

| 6. června 2004 17:10                                 |        |         |                                                                                        |
| Kolumbie                                             | 5 – 0  | Uruguay | Estadio Metropolitano, Barranquilla diváci: 7 000 rozhodčí: Carlos Amarilla (Paraguay) |
| Pacheco 17', 31' Moreno 20' Restrepo 81' Herrera 86' | Report |         | Estadio Metropolitano, Barranquilla diváci: 7 000 rozhodčí: Carlos Amarilla (Paraguay) |

| 6. června 2004 21:30 |        |                  | |
| Chile                | 1 – 1  | Brazílie         | Estadio Nacional de Chile, Santiago de Chile diváci: 62 503 rozhodčí: Horacio Elizondo (Argentina) |
| Navia 89' (pen.)     | Report | Luís Fabiano 16' | Estadio Nacional de Chile, Santiago de Chile diváci: 62 503 rozhodčí: Horacio Elizondo (Argentina) |

### Kolo 8
| 4. září 2004 19:00 |        |                                       |                                                                               |
| Peru               | 1 – 3  | Argentina                             | Estadio Monumental "U", Lima diváci: 28 000 rozhodčí: Carlos Simon (Brazílie) |
| Soto 62'           | Report | Rosales 14' Coloccini 66' Sorín 90+2' | Estadio Monumental "U", Lima diváci: 28 000 rozhodčí: Carlos Simon (Brazílie) |

| 5. září 2004 15:15 |        |         |                                                                                 |
| Uruguay            | 1 – 0  | Ekvádor | Estadio Centenario, Montevideo diváci: 28 000 rozhodčí: Gilberto Hidalgo (Peru) |
| Bueno 57'          | Report |         | Estadio Centenario, Montevideo diváci: 28 000 rozhodčí: Gilberto Hidalgo (Peru) |

| 5. září 2004 17:10                           |        |               |                                                                                    |
| Brazílie                                     | 3 – 1  | Bolívie       | Estádio do Morumbi, São Paulo diváci: 60 000 rozhodčí: Héctor Baldassi (Argentina) |
| Ronaldo 1' Ronaldinho 12' (pen.) Adriano 44' | Report | Cristaldo 48' | Estádio do Morumbi, São Paulo diváci: 60 000 rozhodčí: Héctor Baldassi (Argentina) |

| 5. září 2004 18:20 |        |           |                                                                                          |
| Paraguay           | 1 – 0  | Venezuela | Estadio Defensores del Chaco, Asunción diváci: 30 000 rozhodčí: Gustavo Méndez (Uruguay) |
| Gamarra 52'        | Report |           | Estadio Defensores del Chaco, Asunción diváci: 30 000 rozhodčí: Gustavo Méndez (Uruguay) |

| 5. září 2004 21:00 |        |          |                                                                                                  |
| Chile              | 0 – 0  | Kolumbie | Estadio Nacional de Chile, Santiago de Chile diváci: 62 523 rozhodčí: Wilson de Souza (Brazílie) |
|                    | Report |          | Estadio Nacional de Chile, Santiago de Chile diváci: 62 523 rozhodčí: Wilson de Souza (Brazílie) |

### Kolo 9
| 9. října 2004 15:00                    |        |                                       |                                                                                       |
| Argentina                              | 4 – 2  | Uruguay                               | River Plate Stadium, Buenos Aires diváci: 50 000 rozhodčí: Wilson de Souza (Brazílie) |
| Lucho 6' Figueroa 32', 54' Zanetti 44' | Report | C. Rodríguez 63' Chevantón 86' (pen.) | River Plate Stadium, Buenos Aires diváci: 50 000 rozhodčí: Wilson de Souza (Brazílie) |

| 9. října 2004 16:00 |        |      |                                                                                    |
| Bolívie             | 1 – 0  | Peru | Estadio Hernando Siles, La Paz diváci: 23 729 rozhodčí: Mauricio Reinoso (Ekvádor) |
| Botero 56'          | Report |      | Estadio Hernando Siles, La Paz diváci: 23 729 rozhodčí: Mauricio Reinoso (Ekvádor) |

| 9. října 2004 17:10 |        |             |                                                                                           |
| Kolumbie            | 1 – 1  | Paraguay    | Estadio Metropolitano, Barranquilla diváci: 25 000 rozhodčí: Horacio Elizondo (Argentina) |
| Grisales 17'        | Report | Gavilán 77' | Estadio Metropolitano, Barranquilla diváci: 25 000 rozhodčí: Horacio Elizondo (Argentina) |

| 9. října 2004 21:00 |        |                                           |                                                                                          |
| Venezuela           | 2 – 5  | Brazílie                                  | Estadio José Pachencho Romero, Maracaibo diváci: 26 133 rozhodčí: Carlos Chandía (Chile) |
| Morán 79', 90'      | Report | Kaká 5', 34' Ronaldo 48', 50' Adriano 75' | Estadio José Pachencho Romero, Maracaibo diváci: 26 133 rozhodčí: Carlos Chandía (Chile) |

| 10. října 2004 17:00    |        |       |                                                                                  |
| Ekvádor                 | 2 – 0  | Chile | Estadio Olímpico Atahualpa, Quito diváci: 27 956 rozhodčí: René Ortubé (Bolívie) |
| Kaviedes 49' Méndez 64' | Report |       | Estadio Olímpico Atahualpa, Quito diváci: 27 956 rozhodčí: René Ortubé (Bolívie) |

### Kolo 10
| 12. října 2004 16:00 |        |         |                                                                                              |
| Bolívie              | 0 – 0  | Uruguay | Estadio Hernando Siles, La Paz diváci: 24 349 rozhodčí: Márcio Rezende de Freitas (Brazílie) |
|                      | Report |         | Estadio Hernando Siles, La Paz diváci: 24 349 rozhodčí: Márcio Rezende de Freitas (Brazílie) |

| 13. října 2004 17:00 |        |            |                                                                                       |
| Paraguay             | 1 – 1  | Peru       | Estadio Defensores del Chaco, Asunción diváci: 30 000 rozhodčí: Óscar Ruiz (Kolumbie) |
| Paredes 13'          | Report | Solano 74' | Estadio Defensores del Chaco, Asunción diváci: 30 000 rozhodčí: Óscar Ruiz (Kolumbie) |

| 13. října 2004 20:00 |        |           |                                                                                                  |
| Chile                | 0 – 0  | Argentina | Estadio Nacional de Chile, Santiago de Chile diváci: 57 671 rozhodčí: Carlos Amarilla (Paraguay) |
|                      | Report |           | Estadio Nacional de Chile, Santiago de Chile diváci: 57 671 rozhodčí: Carlos Amarilla (Paraguay) |

| 13. října 2004 21:50 |        |          |                                                                             |
| Brazílie             | 0 – 0  | Kolumbie | Estádio Rei Pelé, Maceió diváci: 20 000 rozhodčí: Jorge Larrionda (Uruguay) |
|                      | Report |          | Estádio Rei Pelé, Maceió diváci: 20 000 rozhodčí: Jorge Larrionda (Uruguay) |

| 14. října 2004 19:00               |        |                     | |
| Venezuela                          | 3 – 1  | Ekvádor             | Estadio Polideportivo de Pueblo Nuevo, San Cristóbal diváci: 13 800 rozhodčí: Eduardo Lecca (Peru) |
| Urdaneta 20' (pen.) Morán 72', 80' | Report | M. Ayoví 41' (pen.) | Estadio Polideportivo de Pueblo Nuevo, San Cristóbal diváci: 13 800 rozhodčí: Eduardo Lecca (Peru) |

### Kolo 11
| 17. listopadu 2004 16:00 |        |          |                                                                                  |
| Ekvádor                  | 1 – 0  | Brazílie | Estadio Olímpico Atahualpa, Quito diváci: 38 308 rozhodčí: Óscar Ruiz (Kolumbie) |
| Méndez 77'               | Report |          | Estadio Olímpico Atahualpa, Quito diváci: 38 308 rozhodčí: Óscar Ruiz (Kolumbie) |

| 17. listopadu 2004 18:00 |        |         |                                                                                       |
| Kolumbie                 | 1 – 0  | Bolívie | Estadio Metropolitano, Barranquilla diváci: 25 000 rozhodčí: Carlos Torres (Paraguay) |
| Yepes 18'                | Report |         | Estadio Metropolitano, Barranquilla diváci: 25 000 rozhodčí: Carlos Torres (Paraguay) |

| 17. listopadu 2004 20:00 |        |                   |                                                                             |
| Peru                     | 2 – 1  | Chile             | Estadio Nacional, Lima diváci: 39 752 rozhodčí: Héctor Baldassi (Argentina) |
| Farfán 56' Guerrero 85'  | Report | S. González 90+1' | Estadio Nacional, Lima diváci: 39 752 rozhodčí: Héctor Baldassi (Argentina) |

| 17. listopadu 2004 20:45 |        |          |                                                                                 |
| Uruguay                  | 1 – 0  | Paraguay | Estadio Centenario, Montevideo diváci: 35 000 rozhodčí: Carlos Simon (Brazílie) |
| Montero 78'              | Report |          | Estadio Centenario, Montevideo diváci: 35 000 rozhodčí: Carlos Simon (Brazílie) |

| 17. listopadu 2004 21:45                |        |                      |                                                                                    |
| Argentina                               | 3 – 2  | Venezuela            | River Plate Stadium, Buenos Aires diváci: 30 000 rozhodčí: Gilberto Hidalgo (Peru) |
| Rey 3' (vl.) Riquelme 45+1' Saviola 65' | Report | Morán 31' Vielma 72' | River Plate Stadium, Buenos Aires diváci: 30 000 rozhodčí: Gilberto Hidalgo (Peru) |

### Kolo 12
| 26. března 2005 16:00 |        |                           |                                                                                   |
| Bolívie               | 1 – 2  | Argentina                 | Estadio Hernando Siles, La Paz diváci: 25 000 rozhodčí: Jorge Larrionda (Uruguay) |
| Castillo 49'          | Report | Figueroa 57' Galletti 63' | Estadio Hernando Siles, La Paz diváci: 25 000 rozhodčí: Jorge Larrionda (Uruguay) |

| 26. března 2005 19:00 |        |          |                                                                                           |
| Venezuela             | 0 – 0  | Kolumbie | Estadio José Pachencho Romero, Maracaibo diváci: 18 000 rozhodčí: Carlos Simon (Brazílie) |
|                       | Report |          | Estadio José Pachencho Romero, Maracaibo diváci: 18 000 rozhodčí: Carlos Simon (Brazílie) |

| 26. března 2005 22:00 |        |             |                                                                                             |
| Chile                 | 1 – 1  | Uruguay     | Estadio Nacional de Chile, Santiago de Chile diváci: 55 000 rozhodčí: Óscar Ruiz (Kolumbie) |
| Mirosević 47'         | Report | Regueiro 4' | Estadio Nacional de Chile, Santiago de Chile diváci: 55 000 rozhodčí: Óscar Ruiz (Kolumbie) |

| 27. března 2005 16:00 |        |      |                                                                                    |
| Brazílie              | 1 – 0  | Peru | Estádio Serra Dourada, Goiânia diváci: 49 163 rozhodčí: Carlos Amarilla (Paraguay) |
| Kaká 74'              | Report |      | Estádio Serra Dourada, Goiânia diváci: 49 163 rozhodčí: Carlos Amarilla (Paraguay) |

| 27. března 2005 16:10                                   |        |                                |                                                                                     |
| Ekvádor                                                 | 5 – 2  | Paraguay                       | Estadio Olímpico Atahualpa, Quito diváci: 32 449 rozhodčí: Gustavo Méndez (Uruguay) |
| Valencia 32', 49' Méndez 45+2', 47' M. Ayoví 77' (pen.) | Report | Cardozo 10' (pen.) Cabañas 14' | Estadio Olímpico Atahualpa, Quito diváci: 32 449 rozhodčí: Gustavo Méndez (Uruguay) |

### Kolo 13
| 29. března 2005 16:00                  |        |               |                                                                             |
| Bolívie                                | 3 – 1  | Venezuela     | Estadio Hernando Siles, La Paz diváci: 7 908 rozhodčí: Eduardo Lecca (Peru) |
| Cichero 2' (vl.) Castillo 25' Vaca 84' | Report | Maldonado 71' | Estadio Hernando Siles, La Paz diváci: 7 908 rozhodčí: Eduardo Lecca (Peru) |

| 30. března 2005 19:00    |        |             |                                                                                              |
| Paraguay                 | 2 – 1  | Chile       | Estadio Defensores del Chaco, Asunción diváci: 10 000 rozhodčí: Horacio Elizondo (Argentina) |
| Morínigo 37' Cardozo 59' | Report | Pinilla 72' | Estadio Defensores del Chaco, Asunción diváci: 10 000 rozhodčí: Horacio Elizondo (Argentina) |

| 30. března 2005 20:00 |        |          |                                                                                       |
| Argentina             | 1 – 0  | Kolumbie | River Plate Stadium, Buenos Aires diváci: 40 000 rozhodčí: Carlos Amarilla (Paraguay) |
| Crespo 65'            | Report |          | River Plate Stadium, Buenos Aires diváci: 40 000 rozhodčí: Carlos Amarilla (Paraguay) |

| 30. března 2005 20:00  |        |                            |                                                                        |
| Peru                   | 2 – 2  | Ekvádor                    | Estadio Nacional, Lima diváci: 40 000 rozhodčí: Carlos Chandía (Chile) |
| Guerrero 1' Farfán 58' | Report | de la Cruz 4' Valencia 45' | Estadio Nacional, Lima diváci: 40 000 rozhodčí: Carlos Chandía (Chile) |

| 30. března 2005 21:30 |        |             |                                                                                     |
| Uruguay               | 1 – 1  | Brazílie    | Estadio Centenario, Montevideo diváci: 60 000 rozhodčí: Héctor Baldassi (Argentina) |
| Forlán 48'            | Report | Emerson 67' | Estadio Centenario, Montevideo diváci: 60 000 rozhodčí: Héctor Baldassi (Argentina) |

### Kolo 14
| 4. června 2005 15:00                                 |        |      |                                                                                       |
| Kolumbie                                             | 5 – 0  | Peru | Estadio Metropolitano, Barranquilla diváci: 15 000 rozhodčí: Carlos Torres (Paraguay) |
| Rey 29' Soto 55' Ángel 58' Restrepo 75' E. Perea 78' | Report |      | Estadio Metropolitano, Barranquilla diváci: 15 000 rozhodčí: Carlos Torres (Paraguay) |

| 4. června 2005 16:00 |        |           |                                                                                 |
| Ekvádor              | 2 – 0  | Argentina | Estadio Olímpico Atahualpa, Quito diváci: 37 583 rozhodčí: Rubén Selman (Chile) |
| Lara 53' Delgado 89' | Report |           | Estadio Olímpico Atahualpa, Quito diváci: 37 583 rozhodčí: Rubén Selman (Chile) |

| 4. června 2005 19:00 |        |           |                                                                                                |
| Venezuela            | 1 – 1  | Uruguay   | Estadio José Pachencho Romero, Maracaibo diváci: 12 504 rozhodčí: Gabriel Brazenas (Argentina) |
| Maldonado 74'        | Report | Forlán 2' | Estadio José Pachencho Romero, Maracaibo diváci: 12 504 rozhodčí: Gabriel Brazenas (Argentina) |

| 4. června 2005            |        |                     | |
| Chile                     | 3 – 1  | Bolívie             | Estadio Nacional de Chile, Santiago de Chile diváci: 46 729 rozhodčí: Márcio Rezende de Freitas (Brazílie) |
| Fuentes 8', 34' Salas 66' | Report | Castillo 83' (pen.) | Estadio Nacional de Chile, Santiago de Chile diváci: 46 729 rozhodčí: Márcio Rezende de Freitas (Brazílie) |

| 5. června 2005 16:00                                         |        |                |                                                                                   |
| Brazílie                                                     | 4 – 1  | Paraguay       | Estádio Beira-Rio, Porto Alegre diváci: 45 000 rozhodčí: Martín Vázquez (Uruguay) |
| Ronaldinho 32' (pen.), 41' (pen.) Zé Roberto 70' Robinho 82' | Report | Santa Cruz 72' | Estádio Beira-Rio, Porto Alegre diváci: 45 000 rozhodčí: Martín Vázquez (Uruguay) |

### Kolo 15
| 7. června 2005 20:00 |        |         |                                                                             |
| Peru                 | 0 – 0  | Uruguay | Estadio Nacional, Lima diváci: 31 515 rozhodčí: Héctor Baldassi (Argentina) |
|                      | Report |         | Estadio Nacional, Lima diváci: 31 515 rozhodčí: Héctor Baldassi (Argentina) |

| 8. června 2005 15:00      |        |         |                                                                                      |
| Kolumbie                  | 3 – 0  | Ekvádor | Estadio Metropolitano, Barranquilla diváci: 20 402 rozhodčí: Carlos Simon (Brazílie) |
| Moreno 5', 9' Arzuaga 70' | Report |         | Estadio Metropolitano, Barranquilla diváci: 20 402 rozhodčí: Carlos Simon (Brazílie) |

| 8. června 2005 19:00 |        |           |                                                                                                |
| Chile                | 2 – 1  | Venezuela | Estadio Nacional de Chile, Santiago de Chile diváci: 35 506 rozhodčí: Carlos Torres (Paraguay) |
| Jiménez 31', 60'     | Report | Morán 82' | Estadio Nacional de Chile, Santiago de Chile diváci: 35 506 rozhodčí: Carlos Torres (Paraguay) |

| 8. června 2005 19:15                               |        |             |                                                                                          |
| Paraguay                                           | 4 – 1  | Bolívie     | Estadio Defensores del Chaco, Asunción diváci: 5 534 rozhodčí: Gustavo Brand (Venezuela) |
| Gamarra 17' Santa Cruz 45+1' Cáceres 54' Núñez 68' | Report | Galindo 30' | Estadio Defensores del Chaco, Asunción diváci: 5 534 rozhodčí: Gustavo Brand (Venezuela) |

| 8. června 2005 21:45        |        |                    |                                                                                     |
| Argentina                   | 3 – 1  | Brazílie           | River Plate Stadium, Buenos Aires diváci: 49 497 rozhodčí: Gustavo Méndez (Uruguay) |
| Crespo 3', 40' Riquelme 18' | Report | Roberto Carlos 71' | River Plate Stadium, Buenos Aires diváci: 49 497 rozhodčí: Gustavo Méndez (Uruguay) |

### Kolo 16
| 3. září 2005 15:00 |        |                 |                                                                                    |
| Bolívie            | 1 – 2  | Ekvádor         | Estadio Hernando Siles, La Paz diváci: 8 434 rozhodčí: Héctor Baldassi (Argentina) |
| Vaca 41'           | Report | Delgado 8', 49' | Estadio Hernando Siles, La Paz diváci: 8 434 rozhodčí: Héctor Baldassi (Argentina) |

| 3. září 2005 17:00 |        |           |                                                                                         |
| Paraguay           | 1 – 0  | Argentina | Estadio Defensores del Chaco, Asunción diváci: 32 000 rozhodčí: Carlos Simon (Brazílie) |
| Santa Cruz 14'     | Report |           | Estadio Defensores del Chaco, Asunción diváci: 32 000 rozhodčí: Carlos Simon (Brazílie) |

| 3. září 2005 19:00                          |        |            | |
| Venezuela                                   | 4 – 1  | Peru       | Estadio José Pachencho Romero, Maracaibo diváci: 6 000 rozhodčí: Márcio Rezende de Freitas (Brazílie) |
| Maldonado 17' Arango 68' Torrealba 73', 79' | Report | Farfán 63' | Estadio José Pachencho Romero, Maracaibo diváci: 6 000 rozhodčí: Márcio Rezende de Freitas (Brazílie) |

| 4. září 2005 16:00                           |        |       |                                                                                      |
| Brazílie                                     | 5 – 0  | Chile | Estádio Mané Garrincha, Brasília diváci: 39 000 rozhodčí: Carlos Amarilla (Paraguay) |
| Juan 11' Robinho 21' Adriano 27', 29', 90+2' | Report |       | Estádio Mané Garrincha, Brasília diváci: 39 000 rozhodčí: Carlos Amarilla (Paraguay) |

| 4. září 2005 18:20     |        |                    |                                                                                      |
| Uruguay                | 3 – 2  | Kolumbie           | Estadio Centenario, Montevideo diváci: 60 000 rozhodčí: Horacio Elizondo (Argentina) |
| Zalayeta 42', 51', 86' | Report | Soto 79' Ángel 82' | Estadio Centenario, Montevideo diváci: 60 000 rozhodčí: Horacio Elizondo (Argentina) |

### Kolo 17
| 8. října 2005 16:00 |        |         |                                                                                                 |
| Ekvádor             | 0 – 0  | Uruguay | Estadio Olímpico Atahualpa, Quito diváci: 37 270 rozhodčí: Márcio Rezende de Freitas (Brazílie) |
|                     | Report |         | Estadio Olímpico Atahualpa, Quito diváci: 37 270 rozhodčí: Márcio Rezende de Freitas (Brazílie) |

| 8. října 2005 16:00 |        |           |                                                                                         |
| Kolumbie            | 1 – 1  | Chile     | Estadio Metropolitano, Barranquilla diváci: 22 380 rozhodčí: Wilson de Souza (Brazílie) |
| Rey 24'             | Report | Rojas 64' | Estadio Metropolitano, Barranquilla diváci: 22 380 rozhodčí: Wilson de Souza (Brazílie) |

| 8. října 2005 17:00 |        |                  |                                                                                                |
| Venezuela           | 0 – 1  | Paraguay         | Estadio José Pachencho Romero, Maracaibo diváci: 13 272 rozhodčí: Horacio Elizondo (Argentina) |
|                     | Report | Haedo Valdez 64' | Estadio José Pachencho Romero, Maracaibo diváci: 13 272 rozhodčí: Horacio Elizondo (Argentina) |

| 9. října 2005 16:00 |        |             |                                                                                   |
| Bolívie             | 1 – 1  | Brazílie    | Estadio Hernando Siles, La Paz diváci: 22 725 rozhodčí: Jorge Larrionda (Uruguay) |
| Castillo 49'        | Report | Juninho 25' | Estadio Hernando Siles, La Paz diváci: 22 725 rozhodčí: Jorge Larrionda (Uruguay) |

| 9. října 2005 19:10                     |        |      |                                                                                     |
| Argentina                               | 2 – 0  | Peru | River Plate Stadium, Buenos Aires diváci: 36 977 rozhodčí: Carlos Torres (Paraguay) |
| Riquelme 81' (pen.) Guadalupe 90' (vl.) | Report |      | River Plate Stadium, Buenos Aires diváci: 36 977 rozhodčí: Carlos Torres (Paraguay) |

### Kolo 18
| 12. října 2005 20:00                      |        |               |                                                                                  |
| Peru                                      | 4 – 1  | Bolívie       | Estadio Jorge Basadre, Tacna diváci: 14 774 rozhodčí: Oscar Sequeira (Argentina) |
| Vassallo 11' Acasiete 38' Farfán 45', 82' | Report | Gutiérrez 66' | Estadio Jorge Basadre, Tacna diváci: 14 774 rozhodčí: Oscar Sequeira (Argentina) |

| 12. října 2005 20:30 |        |          | |
| Paraguay             | 0 – 1  | Kolumbie | Estadio Defensores del Chaco, Asunción diváci: 12 374 rozhodčí: Márcio Rezende de Freitas (Brazílie) |
|                      | Report | Rey 7'   | Estadio Defensores del Chaco, Asunción diváci: 12 374 rozhodčí: Márcio Rezende de Freitas (Brazílie) |

| 12. října 2005 21:30                       |        |           |                                                                        |
| Brazílie                                   | 3 – 0  | Venezuela | Mangueirão, Belém diváci: 47 000 rozhodčí: Héctor Baldassi (Argentina) |
| Adriano 28' Ronaldo 51' Roberto Carlos 61' | Report |           | Mangueirão, Belém diváci: 47 000 rozhodčí: Héctor Baldassi (Argentina) |

| 12. října 2005 21:30 |        |         | |
| Chile                | 0 – 0  | Ekvádor | Estadio Nacional de Chile, Santiago de Chile diváci: 49 530 rozhodčí: Horacio Elizondo (Argentina) |
|                      | Report |         | Estadio Nacional de Chile, Santiago de Chile diváci: 49 530 rozhodčí: Horacio Elizondo (Argentina) |

| 12. října 2005 22:30 |        |           |                                                                                    |
| Uruguay              | 1 – 0  | Argentina | Estadio Centenario, Montevideo diváci: 55 000 rozhodčí: Wilson de Souza (Brazílie) |
| Recoba 46'           | Report |           | Estadio Centenario, Montevideo diváci: 55 000 rozhodčí: Wilson de Souza (Brazílie) |